# Långevatten (Ucklums socken, Bohuslän, 644201-127413)
Långevatten är en sjö i Stenungsunds kommun i Bohuslän och ingår i Göta älv-Bäveåns kustområde. Sjön har en area på 0,185 kvadratkilometer och ligger 120 meter över havet. Sjön avvattnas av vattendraget Anråse å (Lerån).

## Delavrinningsområde
Långevatten ingår i det delavrinningsområde (644364-127318) som SMHI kallar för Ovan 644213-127151. Medelhöjden är 88 meter över havet och ytan är 19,14 kvadratkilometer. Det finns inga avrinningsområden uppströms utan avrinningsområdet är högsta punkten. Avrinningsområdets utflöde Anråse å (Lerån) mynnar i havet. Avrinningsområdet består mestadels av skog (59 %) och jordbruk (25 %). Avrinningsområdet har 0,41 kvadratkilometer vattenytor vilket ger det en sjöprocent på 2,1 %.